# اخس نگرس
اخس نگرس (به اسپانیایی: Ojos Negros, Teruel) یک شهرستان در اسپانیا است که در استان تروئل واقع شده‌است.

## خصوصیات
اخس نگرس ۹۰ کیلومترمربع مساحت و ۵۳۱ نفر جمعیت دارد.